# I giochi del diavolo
I giochi del diavolo. Storie fantastiche dell'Ottocento è una miniserie televisiva italiana del 1981, composta da sei episodi, ciascuno tratto da un racconto fantastico di un autore dell'Ottocento.

## Episodi
Di seguito i titoli che vennero realizzati e trasmessi in questo ordine:
- L'uomo della sabbia: regia di Giulio Questi, con Donato Placido, Francesca Muzio, Saverio Vallone, Barbara Pilavin, Luca Dal Fabbro, Mario Feliciani e Ferruccio De Ceresa; tratto dall'omonimo racconto di Ernst Theodor Amadeus Hoffmann.
- La Venere d'Ille: regia di Mario e Lamberto Bava, tratto dall'omonimo racconto di Prosper Mérimée.
- La presenza perfetta: regia di Piero Nelli, con William Berger, Rada Rassimov, Franco Ressel, Emanuela Barattolo, Gianfranco Zanetti[2]; tratto dal racconto Sir Edmund Orme di Henry James.
- La mano indemoniata: regia di Marcello Aliprandi, con Gabriele Ferzetti, Cochi Ponzoni, Veronica Lario, Massimo Boldi, Guido Alberti; tratto dal racconto La mano incantata[3] di Gérard de Nerval.
- Il diavolo nella bottiglia: regia di Tomaso Sherman, con Mario Santella, Stefano Sabelli, Patrizia Zappa Mulas, Ezio Marano, Francesco De Rosa[4], Marcello Grasso, Dino Conti[5], Antonio Manganaro[6], Patrizio Trampetti, Nicola Esposito, Dino Mele; tratto dall'omonimo racconto di Robert Louis Stevenson.
- Il sogno dell'altro: regia di Giovanna Gagliardo, con Anna Nogara, Alfredo Pea, Stefano Madia, Josè Quaglio, Renzo Lori, Franco Passatore; tratto dal racconto Il fu signor Elvesham di Herbert George Wells.

## Trama
Ciascun episodio racconta fatti straordinari e fuori dal comune, in alcuni casi fantastici mentre in altri in chiave decisamente più lugubre e orrorifica. Si inizia dal povero Nathanael, protagonista del primo episodio, preda dei ricordi e delle paure infantili verso un amico di famiglia, il lugubre avvocato Coppelius. Per poi passare all'avventura del giovane Matieu in visita a casa del signor De Peyhorrade per valutare l'autenticità della sua statua, una stupenda Venere in bronzo trovata nei suoi possedimenti. Non da meno l'avventura della povera famiglia inglese che viene terrorizzata dalla presenza del fantasma del signor Edmund Horne.

## Curiosità
- La miniserie fu trasmessa dalla Rete 1 nel 1981. Per selezionare i racconti, da cui dovevano essere tratti gli episodi, venne chiamato come consulente letterario Italo Calvino.
- Importante ricordare come i primi tre episodi vennero realizzati con mezzi cinematografici, mentre i restanti tre con telecamere televisive alla maniera dei classici sceneggiati della Rai del passato.
- Nello stesso periodo la Rai realizzò una serie analoga dal titolo Il fascino dell'insolito (1980 -1982). Anche in precedenza aveva realizzato serie a tema fantastico come Racconti fantastici (1979) e Nella città vampira. Drammi gotici (1978).